# Sideline Secrets
Sideline Secrets – amerykański film fabularny (melodramat) w reżyserii Stevena Vasqueza z 2004 roku. Projekt minął się z dystrybucją kinową, został wydany na rynku video/DVD.

## Zarys fabuły
Film przedstawia historię licealisty Devona Tylera. Jego życie wydaje się być idealne − ma wspaniałą rodzinę, uroczą dziewczynę, jest dobrym uczniem, wkrótce mającym rozpocząć naukę w college'u. Jedynym, acz uciążliwym problemem Tylera jest jego skrzętnie ukrywana orientacja seksualna...

## Główne role
- James Townsend - Devon Tyler
- Alex Wilson - Brian
- Dan Swett - Dr Kirk Tyler
- Sarah Kelly - Jenna
- David Wright - Andrew
- Brandon Alexander - Clitarissa Pink